# Tang Junyao
Det här är en artikel om en person med kinesiskt personnamn; Tang är familjenamnet.
Tang Junyao (kinesiska: 唐君瑶), född 10 augusti 2003, är en kinesisk fäktare som tävlar i värja.

## Karriär
Vid asiatiska mästerskapen 2023 i Wuxi tog Tang brons i lagtävlingen i värja tillsammans med Lin Sheng, Sun Yiwen och Zhu Mingye. Vid sommaruniversiaden 2021 i Chengdu, som arrangerades 2023, tog hon guld i lagtävlingen i värja tillsammans med Li Shanshan, Shi Yuexin och Xu Nuo. Vid asiatiska spelen 2022 i Hangzhou, som arrangerades 2023, tog Tang brons i lagtävlingen i värja tillsammans med Shi Yuexin, Sun Yiwen och Xu Nuo.
Vid asiatiska mästerskapen 2024 i Kuwait tog Tang silver i lagtävlingen i värja tillsammans med Sun Yiwen, Xu Nuo och Yu Sihan. Vid olympiska sommarspelen 2024 i Paris blev hon utslagen i sextondelsfinalen i värja av ungerska Eszter Muhari. Tang var även en del av Kinas lag tillsammans med Sun Yiwen, Xu Nuo och Yu Sihan som slutade på fjärde plats i lagtävlingen i värja.
Vid asiatiska mästerskapen 2025 i Bali tog Tang guld i lagtävlingen i värja tillsammans med Shi Yuexin, Yang Jingwen och Yu Sihan.